# Limnephilus perjurus
Limnephilus perjurus là một loài Trichoptera trong họ Limnephilidae. Chúng phân bố ở miền Tân bắc.